# Tommy Code
Thomas Kimball Code (Kalifornia, 1873. április 13. – San Francisco, Kalifornia, 1956. január 28.) amerikai amerikaifutball-játékos és -edző.

## Játékosként
San Franciscóban nőtt fel, a Lowell középiskolába járt. 1892 és 1895 között a Stanford Cardinal quarterbackje volt.

## Edzőként
1896-ban az Oregon Agricultural Aggies amerikaifutball-vezetőedzőjévé nevezték ki. Szeptember 28-án, hétfőn két hetes időtartamra érkezett; ezután visszaküldték Kaliforniába és helyét az egyetem saját oktatói vették át. Az évben eredményük 1–2 lett.

## Fordítás
- Ez a szócikk részben vagy egészben  a   Tommy Code című angol Wikipédia-szócikk ezen változatának fordításán alapul.  Az eredeti cikk szerkesztőit annak laptörténete sorolja fel. Ez a jelzés csupán a megfogalmazás eredetét és a szerzői jogokat jelzi, nem szolgál a cikkben szereplő információk forrásmegjelöléseként.